# Jean Brus
Pour les articles homonymes, voir Brus (homonymie).
Jean Abel Denis Brus, mort le 26 décembre 1918, est un compositeur et chef d'orchestre français.

## Biographie
Chef d'orchestre du Théâtre Moncey, on lui doit des morceaux de piano pour diverses danses (valse, polka, marche) ainsi que des musiques de chansons sur des paroles de, entre autres, Camille Soubise, Georges Laure, Lucien Gothi ou Édouard Cadol.